# Uncover
Uncover è un singolo della cantante svedese Zara Larsson, pubblicato il 10 aprile 2013 come primo estratto dal primo EP Introducing e incluso nel primo album in studio 1.

## Tracce
Testi e musiche di Mack, Robert Habolin e Gavin Jones.
1. Uncover (Callaway & Rosta Remix) – 3:22
2. Uncover (Callaway & Rosta Remix Extended) – 6:00
3. Uncover (ReTrax Remix) – 4:29
4. Uncover (E-Flex Remix) – 3:40
5. Uncover (Ted Nights Remix) – 3:50

## Formazione
- Zara Larsson – voce
- Erik Arvinder – arrangiamento, registrazione corde
- Robert Habolin – produzione, registrazione, missaggio
- Björn Engelmann – mastering

## Successo commerciale
Uncover ha riscosso un notevole successo nei territori dell'Europa occidentale e settentrionale: sia in madrepatria che in Norvegia, il brano si è collocato al vertice delle classifiche.

## Classifiche

### Classifiche settimanali
| Classifica (2013-15) | Posizione massima |
| -------------------- | ----------------- |
| Belgio (Fiandre)     | 7                 |
| Belgio (Vallonia)    | 6                 |
| Danimarca            | 3                 |
| Francia              | 5                 |
| Libano               | 12                |
| Lussemburgo          | 4                 |
| Norvegia             | 1                 |
| Repubblica Ceca      | 55                |
| Slovacchia           | 57                |
| Spagna               | 79                |
| Svezia               | 1                 |
| Svizzera             | 8                 |

### Classifiche di fine anno
| Classifica (2013) | Posizione |
| ----------------- | --------- |
| Danimarca         | 17        |
| Svezia            | 6         |
| Classifica (2015) | Posizione |
| Belgio (Fiandre)  | 19        |
| Belgio (Vallonia) | 22        |
| Svizzera          | 27        |